# Catalogue d'étoiles doubles de Washington

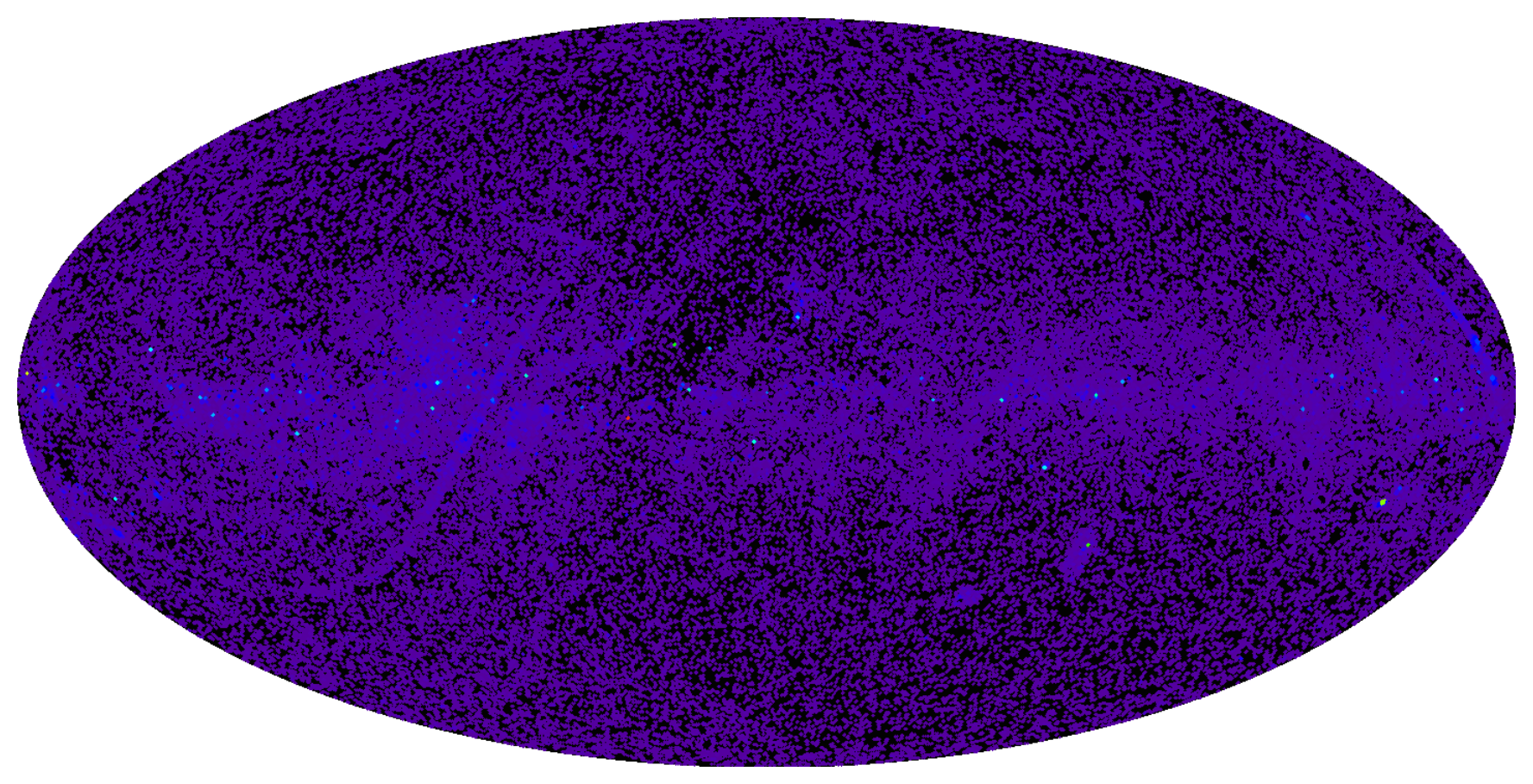
Positions des objets du Catalogue d'étoiles doubles de Washington dans le ciel terrestre.

Le catalogue d'étoiles doubles de Washington (anglais : Washington Double Star Catalog ou WDS), est un catalogue d'étoiles doubles, maintenu par l'observatoire naval des États-Unis. Le catalogue contient les positions, les magnitudes, les mouvements propres et les types spectraux de 152 448 paires d'étoiles doubles (en date du 31 août 2020). Le catalogue inclut également les étoiles multiples. En général, une étoile multiple avec n composantes sera représentée par des entrées du catalogue pour n-1 paires d'étoiles.

## Histoire
La base de données utilisée pour construire le WDS provenait de l'observatoire Lick, où elle fut utilisée pour construire l'Index Catalogue of Visual Double Stars, publié en 1963. En 1965, à l'initiative de Charles Worley, elle fut transférée au Naval Observatory. Elle a été depuis enrichie par un grand nombre de mesures, d'Hipparcos et de Tycho, d'interférométrie des tavelures et d'autres sources.